# 김해 관음정사 천지명양수륙재의찬요
김해 관음정사 천지명양수륙재의찬요(김海 觀音精舍 天地冥陽水陸齋儀纂要)는 대한민국 경상남도 김해시 진례면 평지리 관음정사에 있는, 崇禎 10年 丁丑(1637)에 출판된 책이다. 2011년 9월 8일 경상남도의 문화재자료 제540호로 지정되었다.

## 개요
崇禎 10年 丁丑(1637)에 출판된 것으로, 조선시대에 유행된 전적류의 파악과 다양한 지방본을 비교할 수 있는 자료로써 중요성이 있을 뿐만 아니라 조선후기 천도재의 변천사 연구에 자료적 가치가 있으므로 경상남도 문화재자료 지정하여 보존․관리하고자 함

## 같이 보기
- 천지명양수륙재의찬요

## 참고 문헌
- 김해 관음정사 천지명양수륙재의찬요 - 국가유산청 국가유산포털